# Чарых
Чарых (азерб. Çarıq) — азербайджанская национальная обувь.

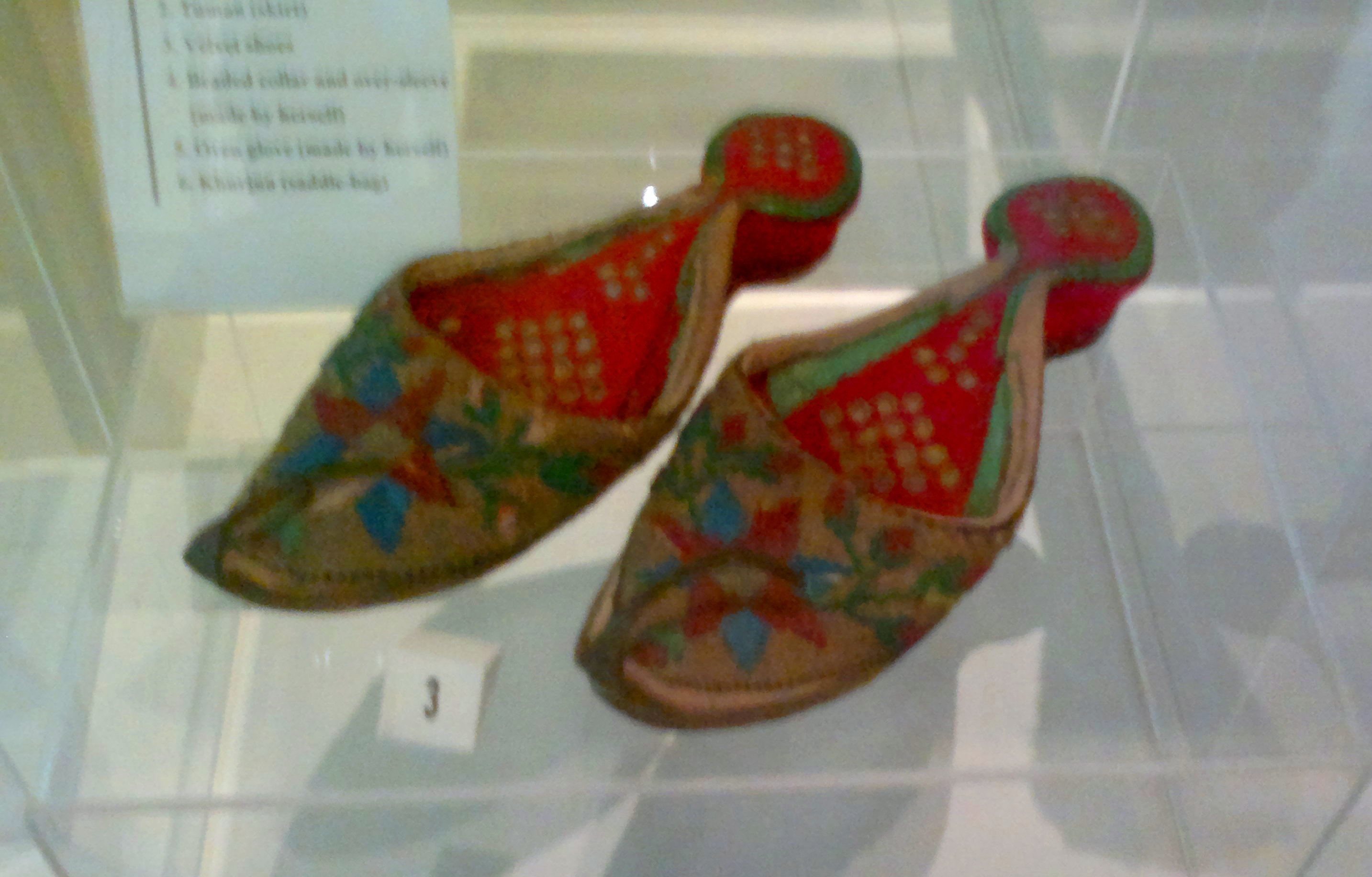
Обувь чарых, принадлежавшая азербайджанской поэтессе Хуршидбану Натаван в Музее истории Азербайджана (Баку)

Чарыхи были самым распространенным видом обуви у азербайджанцев, особенно среди крестьян. Шились они либо из сыромятной кожи (ген/кен) крупного рогатого скота, который обрабатывался самими же крестьянами, либо из кожи, которая обрабатывались более совершенным способом (ашыланмыш кен). Последние были более дорогими, поэтому носились состоятельными крестьянами.
Чарыхи надевали поверх шерстяных носков или обмоток (патава, долаг) из хлопчатобумажной ткани. Бедные крестьяне носили чарыхи всё время, как повседневно, так и в праздничные дни.
Существовали несколько видов чарыхов — текбурун, ширази, гызгайтаран, шатыры, гушбурун, ширвани, калмани, ширмаи и др.
Завязывались они двумя типами шнурков — либо плетеным шерстяным (тохунма баг), либо же скрученным (эшме баг). Длина каждого чарыха доходила до 130—150 см. Если носок надевали до колена, то использовали длинный шнур.